# Hans Müller (Ingenieur, Darmstadt)
Hans Müller, genannt M̀üller-Andernach (* 1902 in Darmstadt; † 1968) war ein deutscher Ingenieur, der sich auf Zweitaktmotoren spezialisiert hatte.

## Leben

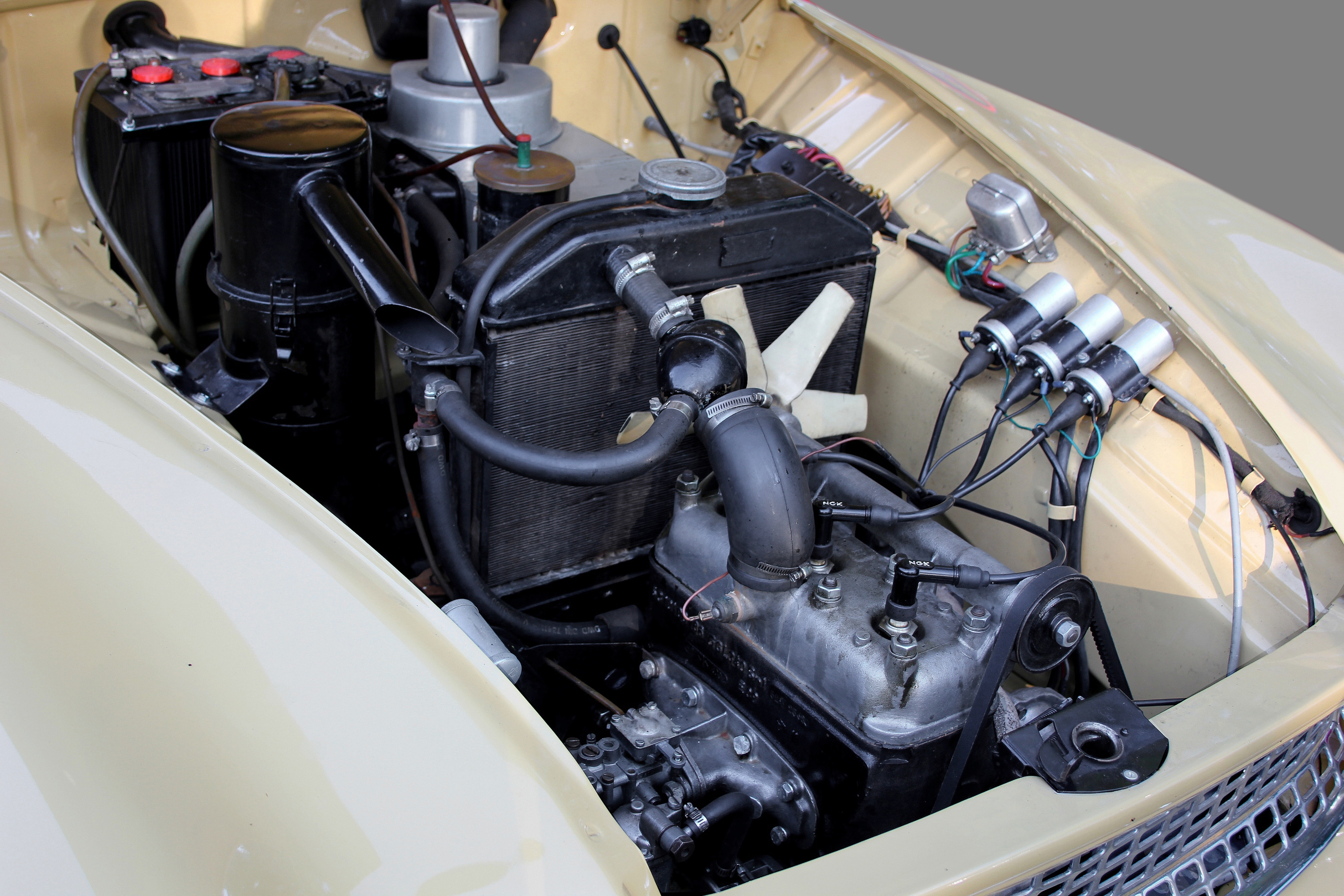
Dreizylinder-Zweitaktmotor im Wartburg 1000

Vor dem Zweiten Weltkrieg war Hans Müller zunächst in der Zentralversuchsabteilung der Auto Union AG in Chemnitz und ab 1942 als Leiter der Versuchsabteilung des DKW-Stammwerks in Zschopau tätig. Dort arbeitete er unter anderem maßgeblich an der Weiterentwicklung des von Oskar Siebler konstruierten Dreizylinder-Zweitaktmotors mit, der nach dem Krieg in verbesserter Form sowohl in ostdeutsche Fahrzeuge wie den Wartburg 311 oder den Transporter Barkas B 1000 als auch in westdeutsche DKW-Modelle eingebaut wurde. 1945 übersiedelte er mit seiner Frau nach Andernach am Rhein und entging im Gegensatz zu manchen seiner Kollegen einer „Dienstverpflichtung“ durch die Sowjets.
In Andernach machte er sich als Konstrukteur selbstständig und wurde unter dem Namen Müller-Andernach bekannt. Er entwickelte Motorrad-, Leichtflugzeug-, Bootsmotoren, stationäre Motoren und Zweitaktmotoren für Automobile. Zu seinen Kunden gehörte Saab Automobile. Die ersten Prototypen hatte Saab 1945/46 mit DKW-Zweizylinder-Motoren bestückt. 1949 begann die Serienfertigung des Saab 92 mit eigenem Zweizylinder-Zweitaktmotor, konstruiert von Müller-Andernach und gebaut bei Heinkel. Ebenfalls von Müller-Andernach stammte der Dreizylinder-Zweitaktmotor des dreisitzigen Coupés Hanomag Partner, das Hanomag am 19. April 1951 auf der Internationalen Automobil-Ausstellung (IAA) in Frankfurt vorstellte. Der Wagen fand allerdings nicht die Zustimmung der Händlerschaft, woraufhin sich Hanomag auf den Nutzfahrzeugbau konzentrierte. Den Dreizylinder-Zweitakter bauten Vidal & Sohn auch in den Tempo Matador ein, nachdem VW die Motorenlieferung zugunsten der eigenen Transporter gekündigt hatte. Der Zweitakter wurde aber bald durch einen 4-Zylinder-Viertakter ersetzt, ebenfalls von Müller-Andernach. Gebaut wurden beide Motoren von Heinkel. Auch die Dreizylinder-Zweitaktmotoren (ab 1956) der Modelle Saab 93, Saab GT 750 und (anfangs) Saab 96 konstruierte Hans Müller. 
Müller war auch für die 1949 in Ingolstadt neu gegründete Auto Union GmbH tätig und entwickelte ab etwa 1960 einen 6-Zylinder-Zweitaktmotor in V-Anordnung für den DKW F 102. Die Konstruktion war ursprünglich als Bootsmotor gedacht, schien aber auch als Antrieb für Automobile geeignet. Es entstanden jedoch nur einige F-102-Prototypen mit diesem ebenfalls bei Heinkel gebauten Motor; denn die Auto Union beendete 1965 die Produktion von Fahrzeugen mit Zweitaktmotoren. 1966 wurde die Bayreuther Motoren-Gesellschaft (BMG) mit Müller als einem der Gesellschafter gegründet, um das Projekt 6-Zylinder-Zweitakter fortzuführen. 
Die BMG bot 1967 die Rechte am V6-Motor dem VEB Automobilwerk Eisenach (AWE) an, wo er die Bezeichnung MA 1300 erhielt. Er passte zum Getriebe des Wartburg 353 und konnte wegen seiner kompakten Baulänge in dessen Vorderwagen integriert werden. Mit ca. 80 PS hätte er die Untermotorisierung des Wartburg sofort beseitigen können. Allerdings konnte das Problem der schlechten Abgaswerte wie schon bei den Dreizylinder-Zweitakt-Triebwerken nicht gelöst werden. Außerdem bestand die Ernst Heinkel KG auf der Produktion des Motors, was AWE ablehnte. Letztlich wurde eine Zusammenarbeit mit bundesdeutschen Unternehmen durch die DDR-Organe grundsätzlich kritisch gesehen und die Zusammenarbeit 1968 eingestellt.
Hans Müller starb 1968.